# شامبيون جاك دوبري
شامبيون جاك دوبري (بالإنجليزية: Champion Jack Dupree)‏ هو عازف جاز وفنان الشارع ومغني وعازف بيانو أمريكي، ولد في 4 يوليو 1910 في نيو أورلينز في الولايات المتحدة، وتوفي في 21 يناير 1992 في هانوفر في ألمانيا بسبب سرطان.

## وصلات خارجية
- شامبيون جاك دوبري على موقع بوكس ريك (الإنجليزية) (registration required)
- شامبيون جاك دوبري على موقع IMDb (الإنجليزية)
- شامبيون جاك دوبري على موقع ميوزك برينز (الإنجليزية)
- شامبيون جاك دوبري على موقع ميوزك برينز (الإنجليزية)
- شامبيون جاك دوبري على موقع أول ميوزيك (الإنجليزية)
- شامبيون جاك دوبري على موقع ديسكوغز (الإنجليزية)